# Saunasaari (ö i Södra Savolax, Nyslott, lat 62,16, long 29,03)
Saunasaari är en ö i Finland. Den ligger i sjön Pyyvesi och i kommunen Nyslott i  landskapet Södra Savolax, i den sydöstra delen av landet, 300 km nordost om huvudstaden Helsingfors. Öns area är 1,9 hektar och dess största längd är 360 meter i öst-västlig riktning.